# Widoń
Widoń – osada w Polsce położona w województwie kujawsko-pomorskim, w powiecie włocławskim, w gminie Włocławek.
W latach 1975–1998 miejscowość administracyjnie należała do województwa włocławskiego.

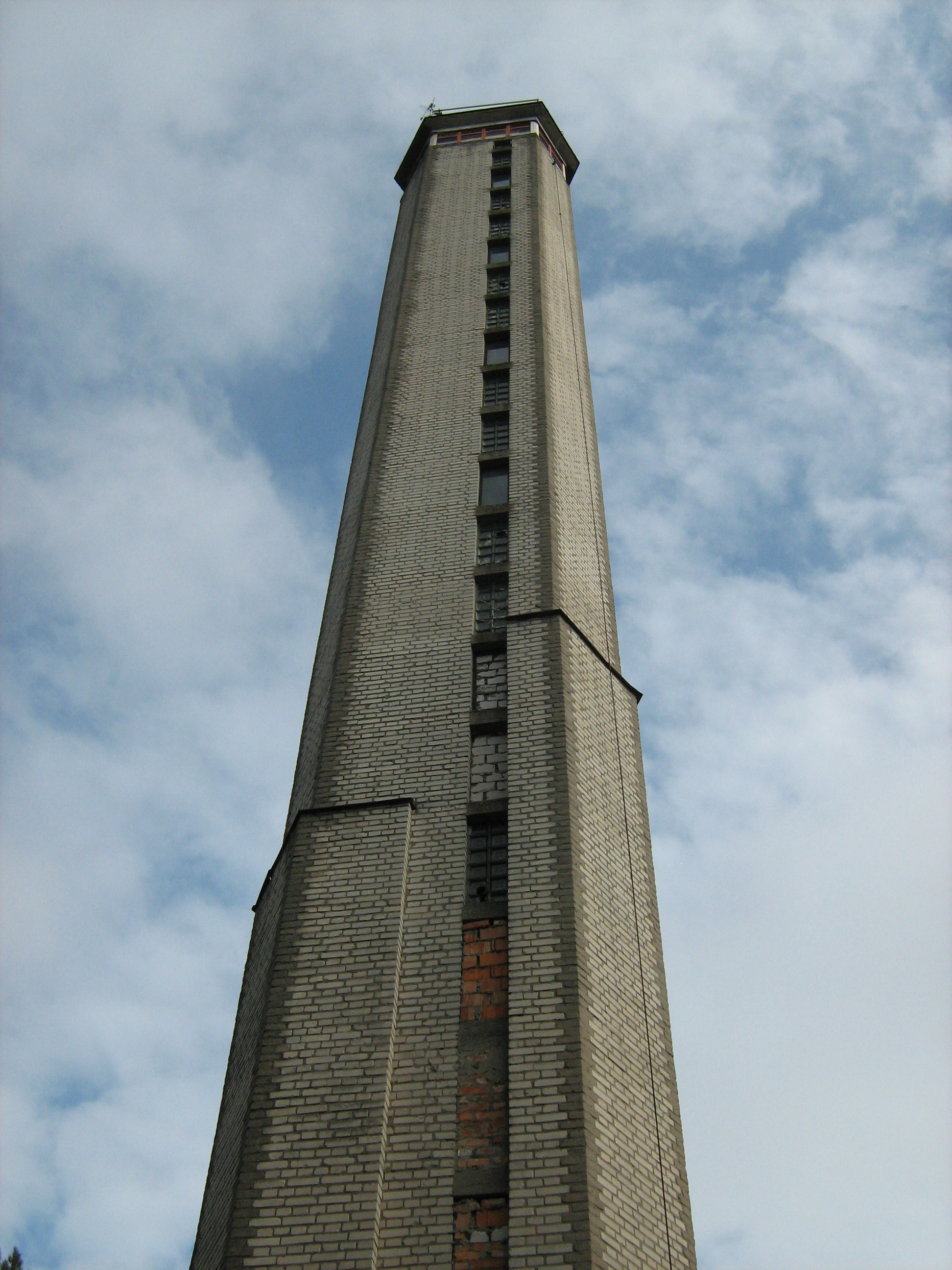
Dostrzegalnia przeciwpożarowa w Widoniu